# БИРН Србија
БИРН- Балканска истраживачка мрежа (Balkan Investigative Reporting Network – BIRN) је мрежа невладиних организација, медијских продукција и новинара основана 2004. године. Седиште БИРН-а је у Београду, а организација делује у више земаља Западног Балкана, укључујући Србију, Босну и Херцеговину, Косово, Северну Македонију, Албанију, Црну Гору и Румунију.
У сарадњи са невладиним сектором, експертима, јавном администрацијом и медијима утичемо на унапређење медијских политика, транспарентност јавних финансија и приступ информацијама од јавног значаја, увођење добре праксе у јавној управи и одговорност политичких актера за спровођење реформи. У ширем оквиру мисије БИРН регионалне мреже, локалне организације чланице развиле су своје специфичне програме који су засновани на потребама локалног друштва у контексту развоја медија и друштвеног дијалога.
Од 2016. године БИРН је оснивач и члан Асоцијације онлајн медија – АОМ, организације која је посвећена унапређењу професионалних и етичких стандарда у новинарству. БИРН Србија је чланица Националне алијансе за локални економски развој (НАЛЕД) у оквиру које се залаже за реформу јавне управе и стварање бољег пословног амбијента.

## Мисија и циљеви
БИРН промовише транспарентност, одговорност и владавину права кроз истраживачко новинарство, мониторинг јавних институција и подстицање јавне дебате. Циљ организације је оснаживање грађана да активно учествују у демократским процесима кроз приступ провереним и детаљним информацијама.

## Кључне активности
- Истраживачко новинарство[4] – откривање случајева корупције, злоупотребе моћи, кршења људских права и других важних друштвених тема;
- Мониторинг јавних политика – посебно у областима транзиционе правде, медијских слобода и рада институција;
- Мултимедијални садржаји – продукција документарних филмова, анализа, инфографика и извештаја који подржавају разумевање комплексних тема;
- Обуке и едукације – програми за новинаре, уреднике, студенте и активисте у области истраживачког новинарства и медијске етике.

## Платформе и издања
БИРН објављује текстове и анализе преко својих веб-платформи, као што су Balkan Insight и БИРН Србија. Текстови се објављују на више језика и доступни су међународној публици.

## Сарадња и признања
Организација сарађује са бројним међународним медијима, донаторима, невладиним организацијама и институцијама. Добитница је више новинарских награда за свој допринос развоју слободних и одговорних медија у региону.